# Carena (nàutica)

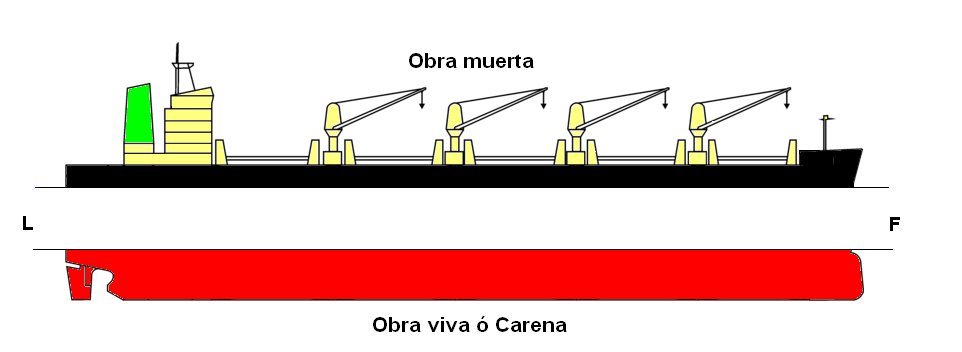

La carena en nàutica és el volum limitat pel buc i per la superfície de flotació en un vaixell. També es pot denominar carena al volum submergit.
a carena  és el conjunt de les línies longitudinals i transversals que conformen el disseny del casc en la seva part submergida. La forma d'aquesta part del buc és en gran part la responsable de l'èxit del disseny del vaixell.
Es pot associar al terme obra viva excepte en el cas d'un buc de perfil rectangular en el que al no haver-hi canvi de vessant no es pot parlar de carena.
A part hi ha una altra diferència de matís l'obra viva és canviant, ja que, depenent de la càrrega del vaixell el volum submergit per tant l'obra viva varia. En canvi la carena té un sentit més estàtic: al "donar carena" es fa a tota aquella part susceptible de ser submergida amb qualsevol càrrega del vaixell.

## Centre de carena
El centre de carena és el centre de gravetat del volum de desplaçament (associat al desplaçament d'un vaixell), de gran importància en l'estabilitat del vaixell
El terme s'associa amb el metacentre del buc, que varia amb el "desplaçament de la càrrega" (que es pot comparar amb un desplaçament dels pesos suspesos) en la direcció del moviment durant la navegació. Aquest efecte negatiu s'ha vist en part eliminat per la construcció de divisions longitudinals i compartiment inundables. El metacentre del buc té també una posició variable per raó de la rotació del centre de flotació quan el vaixell s'inclina.